# Almere Buiten vasútállomás
Almere Buiten vasútállomás Hollandiában, Almere városában.

## Vasútvonalak
Az állomást az alábbi vasútvonalak érintik:
- Weesp–Lelystad-vasútvonal

## Kapcsolódó állomások
A vasútállomáshoz az alábbi állomások vannak a legközelebb:
- Almere Parkwijk vasútállomás
- Almere Oostvaarders vasútállomás